# نگاه عشق (فیلم)
نگاه عشق (به انگلیسی: The Look of Love) فیلمی محصول سال ۲۰۱۳ و به کارگردانی مایکل وینترباتم است. در این فیلم بازیگرانی همچون استیو کوگان، ایموجن پوتس، آنا فریل، تمسین اگرتون، دیوید ویلیامز، کریس آدیسون، شرلی هندرسون، جیمز لانس، سارا سلیمانی، متیو بیرد، کیرن اوبراین، مت لوکاس، استیون فرای، مایلز جاپ، ورا فیلاتووا و پیتر وایت ایفای نقش کرده‌اند.